# Benjamin van Perzië

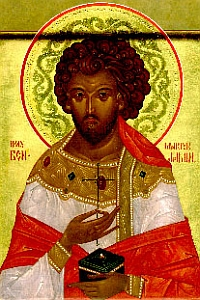
Een oosters-orthodox icoon van Sint Benjamin

Benjamin van Perzië (Perzië, ca 320 -  Koerdistan, ca 424) (ook Benjamin van Koerdistan genoemd)  was een diaken die leefde tijdens een periode van intense christenvervolging in het oude Perzië, onder de heerschappij van koning Yazdagird I en diens opvolger Bahram V. Hij werd gevangengenomen vanwege zijn geloof en bracht een jaar in gevangenschap door. Dankzij de tussenkomst van de Oost-Romeinse keizer Theodosius II werd hij vrijgelaten, onder de voorwaarde dat hij zou stoppen met het verkondigen van zijn geloof. Benjamin weigerde echter te zwijgen en bleef actief het christendom prediken. Als gevolg hiervan werd hij opnieuw gearresteerd en onderging hij zware martelingen, waarbij scherpe rietstengels onder zijn nagels en in andere gevoelige lichaamsdelen werden gestoken. Uiteindelijk stierf hij aan deze folteringen rond het jaar 424.

## Verering
De moed en vastberadenheid van Benjamin in het verdedigen van zijn geloof werden al snel na zijn dood erkend binnen de christelijke gemeenschap. Zijn feestdag wordt gevierd op 31 maart in de Oosters-orthodoxe kerken, Oriëntaals-orthodoxe kerken en Rooms-Katholieke Kerk. Hij wordt beschouwd als een voorbeeld van standvastigheid en toewijding aan het christelijk geloof, vooral in tijden van vervolging.